# Heshan
Heshan (en chino, 赫山; pinyin, Hèshān (escuchar)ⓘ[shan]) es un distrito urbano bajo la administración directa de la Prefectura  Yiyang  en la Provincia de Hunan, República Popular China.  Su área es de 1278 km² y su población total para 2010 superó los 830 mil  habitantes. 

## Administración
Desde marzo  de 2023, el  Distrito Heshan   se divide en 17 pueblos  administrados en 6 subdistritos,  10 poblados y 1 villa.

## Toponimia
El topónimo Heshan [/Jə-shan/] significa "monte He". En 1994, el Distrito Yiyang (益阳地区) se transformó en ciudad a nivel de prefectura y el distrito Heshan, bajo su jurisdicción, recibió su nombre del Templo Heshan (赫山庙). Aunque ya no existe tal templo, es un punto de referencia local tan significativo que, cuando en 1994 se reorganizó la administración de Yiyang, el nuevo distrito adoptó su nombre. Además, el gobierno distrital se estableció en la zona del templo.
El nombre original era Jutugang (橘土岗 colina de tierra anaranjada). Durante la dinastía Ming, el magistrado del condado, Liu Ji (刘激), al inspeccionar el lugar, vio dos picos rojizos y consideró que la tierra roja era de color "escarlata" (chi 赤). Dado que dos "chi" (赤 + 赤) forman el carácter He (赫), y que el nombre original Jutugang le parecía demasiado rústico, decidió rebautizarlo como "Heshan" (赫山), un nombre más elegante y refinado.